# 長庚明志三校聯盟
長庚明志三校聯盟是由長庚大學、長庚科技大學、明志科技大學共同推動策略連盟於2017年6月30日成立。
透過三校校務研究辦公室互動與合作，定期主管會議討論議題來進行聯盟進度推動﹔三校資料庫建置、三
校跨校選課、三校咨商中心交流、三校新書通報平台借閱等。

## 聯盟成員
- 長庚大學
- 長庚科技大學
- 明志科技大學